# Ґейшяй
Ґейшяй (Geišiai) — село у Литві, Расейняйський район, Расейняйське староство. 2001 року у селі проживало 39 людей, 2011-го — 29. Поруч знаходиться село Анчакяй.

## Принагідно
- Geišiai (Raseiniai) [Архівовано 9 листопада 2016 у Wayback Machine.]

| Литва | Це незавершена стаття з географії Литви. Ви можете допомогти проєкту, виправивши або дописавши її. |